# 岡田嘉子
岡田 嘉子（おかだ よしこ、露: Окада Ёсико、1902年4月21日 - 1992年2月10日）は、広島県広島市出身の日本及びソビエト連邦（現在のロシアなど）で20世紀（1918年 - 1986年。日本では大正時代から昭和時代）に活動した女優、アナウンサー。1937年に理想の国と信じてソビエトに亡命したが、スパイ容疑で1947年までラーゲリ労働と監獄生活を送った。

## 生涯

### 幼少期

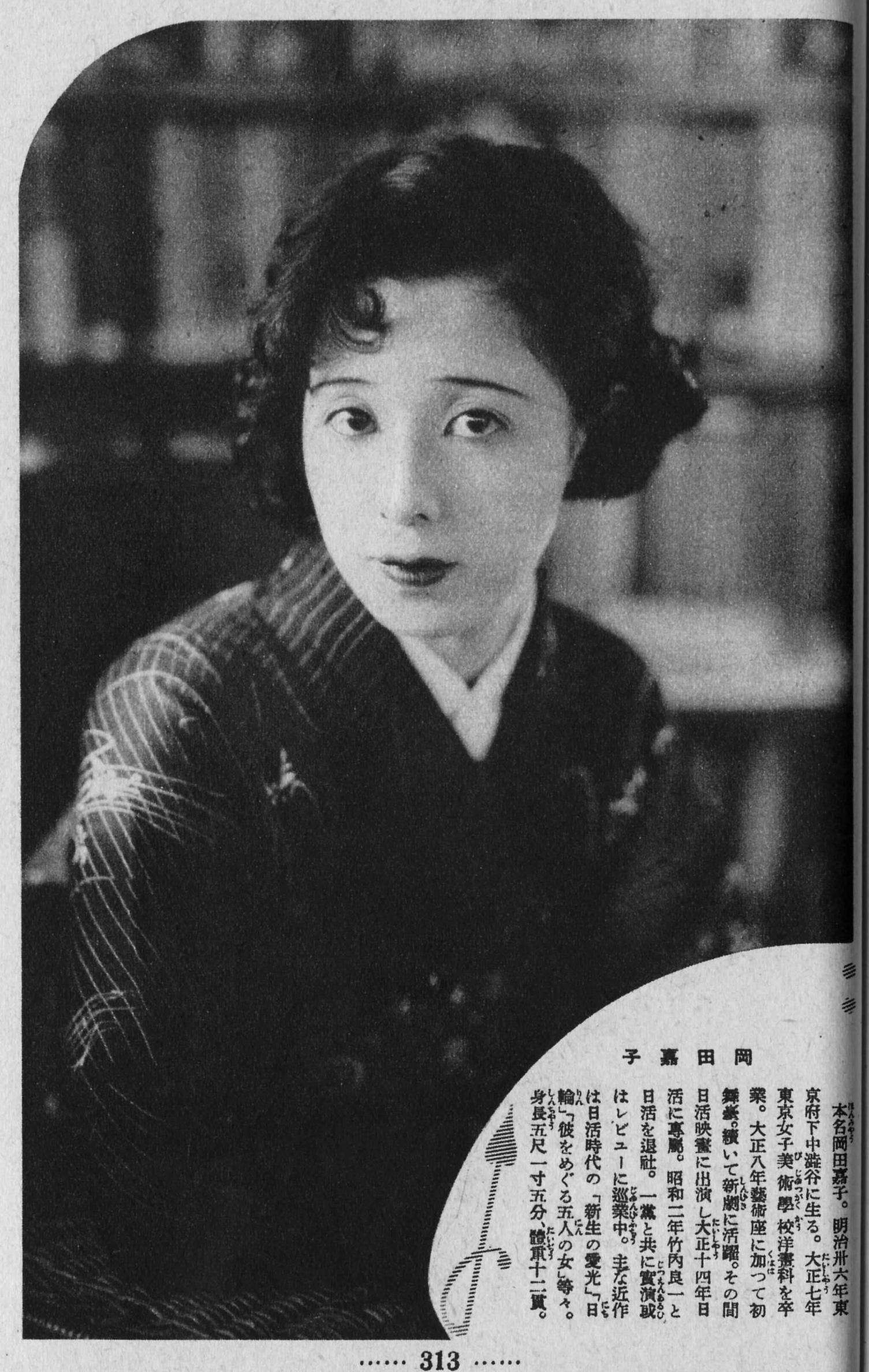
「名流花形大写真帖」（1931年）より

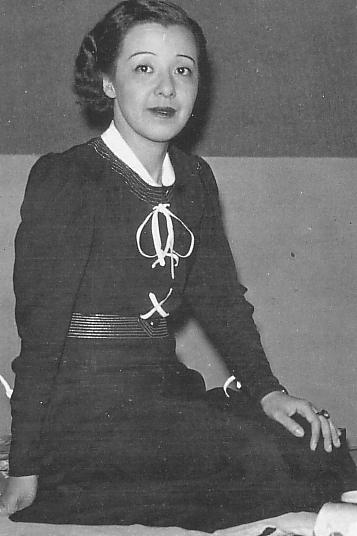
1935年頃

1902年（明治35年）4月21日（月曜日）、父が新聞記者として広島県広島市の新聞社に在任中、同市細工町（現：広島市中区大手町）に誕生。細工町は後年原子爆弾投下地点となった町である。優秀な教育を受け育つ。母方の祖父がオランダ人のクォーター。母のヤエは福岡県の農家出身であった。父の放浪癖のために、一家は朝鮮の釜山、神奈川県横須賀市、東京の京橋区、湯島などに移り、嘉子も泰明小学校、日本女子大学附属豊明小学校、湯島小学校など小学校を8つも変わった。卒業時は「全甲」であった。父は学校で宮城（皇居）遙拝などがあると休ませてしまうリベラリストで、これが後年、嘉子の型にはまることを嫌う奔放な生き方に影響を与えているものとされる。小学三、四年の頃から、栗島すみ子や石河薫が出演していた有楽座の子供デイのおとぎ劇を観て、女優に憧れていたが、挿絵画家に絵も習っていたことから、1915年（大正4年）東京・女子美術学校西洋画科へ入学。1917年（大正6年）父が北海道小樽の『北門日報』の主筆に招かれ嘉子も卒業して、翌1918年（大正7年）小樽に移り、同社の婦人記者として入社する。『北門新報』に小林多喜二の絵の批評記事を書いたという。同年、慈善演芸会の催しで頼まれてヒロインに扮して出演。際立った美貌が評判となる。父が芸術座の島村抱月や劇作家の中村吉蔵と知り合いだったこともあり、翌1919年（大正8年）、父に連れられて上京、中村の内弟子となる。

### 新劇女優
芸術座は前年秋の島村の病死、1919年の松井須磨子の自殺で解散。中村は松竹と提携し新芸術座を旗揚げ、同年、3月1日の有楽座『カルメン』の端役で初舞台を踏む。新芸術座も解散。この後新文芸協会の東北地方巡業中、座員で早稲田大学予科の学生、服部義治と無知のまま初体験を持ち妊娠、東京に戻り男児（岡田博と命名）を出産。嘉子の弟として岡田家の籍に入れる。彼はのちに医師となり、1946年に上海で勤務した際には囚われの身となっていた愛新覚羅嫮生（溥儀の姪）の往診も行い、彼女とその母嵯峨浩が軟禁されていることを上海連絡班の田中徹雄に伝え、母子救出のきっかけをつくった。服部は結婚を迫ったが拒否した。
多くの劇団の客演をこなし1921年（大正10年）、舞台協会帝劇公演での「出家とその弟子」（倉田百三作）において息をのむようなラブシーンを見せ、一躍新劇のスター女優となった。この後地方巡業中、共演した山田隆弥と愛人関係となる。これを妬んだ服部は1925年（大正14年）に鉄道自殺をした。1922年（大正11年）日活向島撮影所の衣笠貞之助ら女形を含む幹部俳優が、社の女優採用の不安から国活に移籍。日活向島はこれを埋めるため舞台協会の嘉子や夏川静江らと契約した。

### 映画女優
日本映画にようやく芸術意識が芽生え始めた1920年代に映画に進出。第一回主演作品は1923年（大正12年）倉田百三の戯曲『出家とその弟子』をベースにした『髑髏の舞』。愛欲心理描写がサイレント期、日本映画のエポックとなった新生日活のこの大作で、嘉子は町娘を演じ映画でも一躍スターとなった。この後も舞台と平行して映画出演を続けたが、同年『毒塵』の軽井沢ロケ2日目に関東大震災に遭い、焼け野原の東京にかろうじて戻り、映画を完成させる。日活向島も閉鎖し、活動の場を失った舞台協会は、有楽町のガード下にカフェステージを開店。嘉子もウェイトレスとして働き、急場をしのぐ。舞台を続けるが、通俗劇を避け、高踏的な芸術作品を上演し続ける舞台協会は、不入りが続き多額の借金を抱えた。これには自前の劇場を建設して旗揚げした築地小劇場が大きな評判を呼んだ影響があった。さらに結婚を望んだ山田に30歳も上のパトロンの妻がいる事が判り、山田の煮え切らない態度に悩む。この妻への意地で日活京都撮影所と契約。日活から前借りし借金を返済したため一座を救うため身を売った“大正お軽”と新聞に騒がれた。
1925年（大正14年）、『街の手品師』（村田実監督、森岩雄脚本）に主演。舞台のスターだった嘉子は、自らの演技を活かせない村田監督の細かいカット割りに強く反発した。しかしながらこの作品の嘉子の演技は“完璧に達せる”と高い評価を得た。この頃、樺太大泊町にあった「樺太民友新聞」にいた両親が京都に訪ねて来て用立ててやる。給料の大半は借金返済に回され身売りした女郎に変わりが無い、と深刻に悩む。続く『大地は微笑む』（オムニバス、監督溝口健二他）は日活、松竹、東亜キネマの三社競作となったメロドラマの大作だったが、嘉子の日活版に軍配が上がり、東亜キネマの専属になっていた山田の内縁の妻と世間にも知られていたにもかかわらず、この年10月の映画女優人気投票でトップとなった。エキゾチックな美貌と妖艶な雰囲気で人気を得た。この年は計9本の映画に出演。1926年（昭和元年）はキネマ旬報ベストテン2位となった『日輪』（村田実監督）他7本の映画に主演。この年講演会で「私たち女優をもっと真面目に扱って欲しい」とスターの人権宣言をする。1927年（昭和2年）『彼を繞る五人の女』に主演、これもベストテン2位となりモダンなタイプのヒロイン像は、それまでの日本の女優にないタイプのもので新しい時代の息吹きとして大きな評判を獲る。これらの作品は日本映画の黎明期に大きく貢献したが、フィルムは全て失われている。

### スキャンダル女優
1927年（昭和2年）、大作映画『椿姫』のヒロインに抜擢される。今までに無い意欲を持って撮影に挑んだが、ロケ現場で群集を前に村田監督から罵倒に近い叱声を浴びたり、私生活の悩みを抱え、それを相手役の美男俳優・竹内良一に相談したところ衝動的に駆け落ちを決断、同年3月26日失踪。愛人であり夫であった山田隆弥のもとには岡田から許しを請う別れの手紙が届いた。
日活は撮影を中止して両名を捜索した結果、同年3月29日までに所在を確認。しかし岡田の気ままさに日活撮影所長は激怒、同日解雇を決断した。人気絶頂のスターが相手役の俳優と撮影中の作品を放り出して駆け落ちするという失踪劇を、新聞は「情死をなす恐れあり」などと書きたて、スキャンダルとして大騒ぎになるが、2人はまもなく結婚。恋の逃避行は彼らを大衆のアイドルとした反面、その奔放さに対する反感も強く、舞台では立ち往生させられるほどのひどい野次に見舞われた。この年最愛の母が46歳で病死。
1928年（昭和3年）、大衆作家直木三十五の肝いりで「岡田嘉子一座」を浅草で旗揚げ。この年から1930年（昭和5年）4月に解散するまでほぼ2年間地方巡業。信州、北陸、東北、関西、東海、四国、中国、九州、更に朝鮮、中国、台湾も一周と、興行の引き受け手があるところが尽きるまで各地を回った。

### 苦闘のトーキー映画時代
帰京後、日本で糸口が着いたばかりのトーキー（有声映画）に着目。自らのプロダクションを設立。嘉子主演・竹内監督で、舞踏や流行小唄を題材とした十数本の映画を製作、売り込みを図る。また、日本舞踊に本格的に取り組む。藤間静枝の門下となり名取を許され藤蔭嘉子を名のった。1932年（昭和7年）に日活時代の借金を肩代わりするとの条件で松竹蒲田撮影所と契約。しかし栗島すみ子、田中絹代、川崎弘子ら人気スターのあいだにおいては、若さの盛りにスターの座を退いた嘉子は華やかさで彼女らには及ばず、役にも恵まれず小津安二郎の『また逢う日まで』『東京の女』の主演以外は意欲の湧かないものばかりであった。佐藤忠男は「当時の日本の女優は、忍従タイプや可憐なタイプ、あるいは気取ったタイプが多く、知性と自然な自我によって風格が形作られていた岡田のような女優は珍しかった。特に『東京の女』は、ヨーロッパやアメリカの映画史家にとっては再評価の動きの著しいもので、この映画の岡田は堂々として見事なものである」と評価している。舞台出身ということで最大の希望はトーキーで、いくつか出演はするも脇役あるいは不調和な役柄が続く。1934年（昭和9年）、父が病死。衣笠貞之助の股旅物の傑作『一本刀土俵入り』や小津のネオリアリズムの傑作『東京の宿』に出演するが、使いにくい女優と敬遠されるにいたり、商業主義に走りがちな映画よりも舞台に自分の場所を見い出したとされ、自分が心底打ち込める作品を求め舞台転向を決意。数本の映画出演の傍ら松竹傘下の新派演劇、井上正夫一座に参加し、舞台出演が増えた。1年前から竹内との仲は冷え切り別居状態になっていたが、1936年（昭和11年）8月、嘉子の舞台を演出したロシア式演技メソッド指導者で、共産主義者の演出家杉本良吉と激しい恋におちる。1931年（昭和6年）に日本共産党指導部の密命を受けてコミンテルンとの連絡回復のためソ連潜入を試みたが失敗した杉本にも病身の妻がいた。

### ソビエト逃避行
1937年（昭和12年）日中戦争開戦に伴う軍国主義の影響で、嘉子の出演する映画にも表現活動の統制が行われた。過去にプロレタリア運動に関わった杉本は執行猶予中で、召集令状を受ければ刑務所に送られるであろう事を恐れ、ソ連への亡命を決意。当時の共産党員や支援者にとって、共産主義の本拠「コミンテルン」のあるソビエト・モスクワは“理想の地”であり、スタニスラフスキーの弟子・メイエルホリドが指導する最先端の演劇運動は左翼演劇人の憧れだった。新築地劇団のメンバーは先にソ連に亡命していた土方与志、佐野碩がスターリニズムの余波を受け、国外追放になったのを9月ごろ知っていたが、杉本はそれを知らずに「ソ連に行けば土方・佐野と会える。メイエルホリドのもとで学べるだろう」と信じていたといわれ、亡命は嘉子から誘ったといわれる。
1937年（昭和12年）暮れの12月27日、二人は上野駅を出発。北海道を経て樺太へ向かう。樺太は実父が事業に関係していた土地であり僅かながら土地勘があった。12月31日、敷香町の旅館に投宿。翌日から観光を行い、1938年（昭和13年）1月3日、樺太鉄道の終着駅・敷香駅北の半田沢村国境警官隊詰所・半田警部補派出所を慰問する名目で国境線に向かい、厳冬の地吹雪の中、スキーで同行した二人の警官を振り切り、樺太国境を超えてソ連に越境する。駆け落ち事件として連日新聞に報じられ日本中を驚かせた。亡命ということを想像しにくい日本人に対して、場合によっては国を捨てることも出来るということを知らせた衝撃は大きなものだった。岡田は表面の柔和さに似ず、激しい気性の情熱的な人だった。
1月10日、ソビエト連邦当局は、亜港（アレクサンドロフスク・サハリンスキー）の日本総領事に対して両名を大陸に護送した旨を通告。総領事は両名の釈放を求めたが回答は無かった。さらに1月13日、亜港の外交関係者は総領事に対して「岡田、杉本の取り調べを行っている」「両名は入露を希望していた」ことを通告している。
この事件を機に日本では1939年（昭和14年）に特別な理由なく樺太国境に近づくこと等を禁じた国境取締法が制定された。しかし不法入国した二人にソ連の現実は厳しく、入国後わずか3日目で嘉子は杉本と離されGPU（後の KGB）の取調べを経て、別々の独房に入れられ2人はその後二度と会う事は無かった。日本を潜在的脅威と見ていた当時のソ連当局は、思想信条に関わらず彼らにスパイの疑いを着せたのである。拷問と脅迫で1月10日には、岡田はスパイ目的で越境したと自白した。このため、杉本への尋問は過酷を極め、杉本も自らや佐野碩、土方与志、メイエルホリドをスパイと自白した。
1939年（昭和14年）9月27日、二人に対する裁判がモスクワで行われ、岡田は起訴事実を全面的に認め、自由剥奪10年の刑が言い渡された。杉本は容疑を全面的に否認し無罪を主張したが、銃殺刑の判決が下され、10月20日に処刑された。12月26日、岡田はモスクワ北東800キロのキーロフ州カイスク地区にある秘密警察NKVDのビャトカ第一収容所に送られた。岡田はこの収容所で自己を取り戻し、ソ連当局に再審を要求する嘆願書を書き続けたが、無視された。このラーゲリに約3年間収容された後、1943年1月7日からモスクワにあるNKVDの内務監獄に収容され、獄中で日本語教育など対日工作の一端を担い、約5年後の1947年12月4日に釈放された。ソ連当局は釈放前にこの5年間の虚構の経歴を作り上げた。モスクワのNKVD監獄での彼女の活動、任務は明らかではないが、極秘の任務に属したとみられている。この間のことについては生涯口外せず、出版した三種の自伝でも真実を語らなかった。なお、ソ連軍は1939年8月にノモンハン事件の戦場で包囲した日本の砲兵団に対して日本語で投降を勧める宣伝を行ったが、岡田の声らしいという証言がある。
杉本の銃殺は嘉子の晩年になってようやく明らかになり、それまではずっと「獄中で病死」とされていた。また、彼らの亡命は世界的演出家メイエルホリド粛清の口実の1つにされた。嘉子はソ連入国後の初期（戦後あたりまで）の事を後年語っているが、実際は話とは違い、いくつかの刑務所に計10年近くも幽閉されていた事や、話していた事は（嘉子の意思に関係なく）釈放の時に幽閉の隠蔽として指示された作り話だったことが、嘉子の死去後の1994年12月4日にNHK-BS2で放映された『世界・わが心の旅 ソビエト収容所大陸』（レポーター・岸恵子）の現地取材により明らかになっている。この番組のディレクターである今野勉は、この内容を『中央公論』1994年12月号に「岡田嘉子の失われた十年」として発表した。釈放後も日本へはあえて帰国をしなかった。
戦後、モスクワ放送局（後のロシアの声）に入局。日本語放送のアナウンサーを務め、11歳下の日本人の同僚で、戦前日活の人気俳優だった滝口新太郎と結婚、穏やかに暮らす。一方、日本は嘉子の亡命後、第二次世界大戦が始まり、彼女は忘れられた存在だったが、戦後の1952年（昭和27年）、訪ソした参議院議員の高良とみが嘉子の生存を確認。にわかに日本で関心が高まる。1954年（昭和29年）、訪ソした政治家・大山郁夫の尽力により、ルナチャルスキー記念ソビエト連邦国立演劇芸術大学演出科に無試験で入学を許可され、同年9月入学。演劇者として舞台に再び立つ。1959年（昭和34年）6月の卒業公演は文学座を中心とする旧知の新劇人から送られた舞台図面、衣装、小道具などを使い、森本薫作・杉村春子の当たり役で知られる『女の一生』を『奪われた一女』と改題し、マヤコフスキー劇場で演出した。1962年（昭和37年）3月、モスクワのゴーリキー児童青少年映画中央撮影所で日ソの少年を主人公にした『一万人の少年』をボリス・ブネーエフと共同監督、及び出演。

### 日本帰国〜再びソ連へ

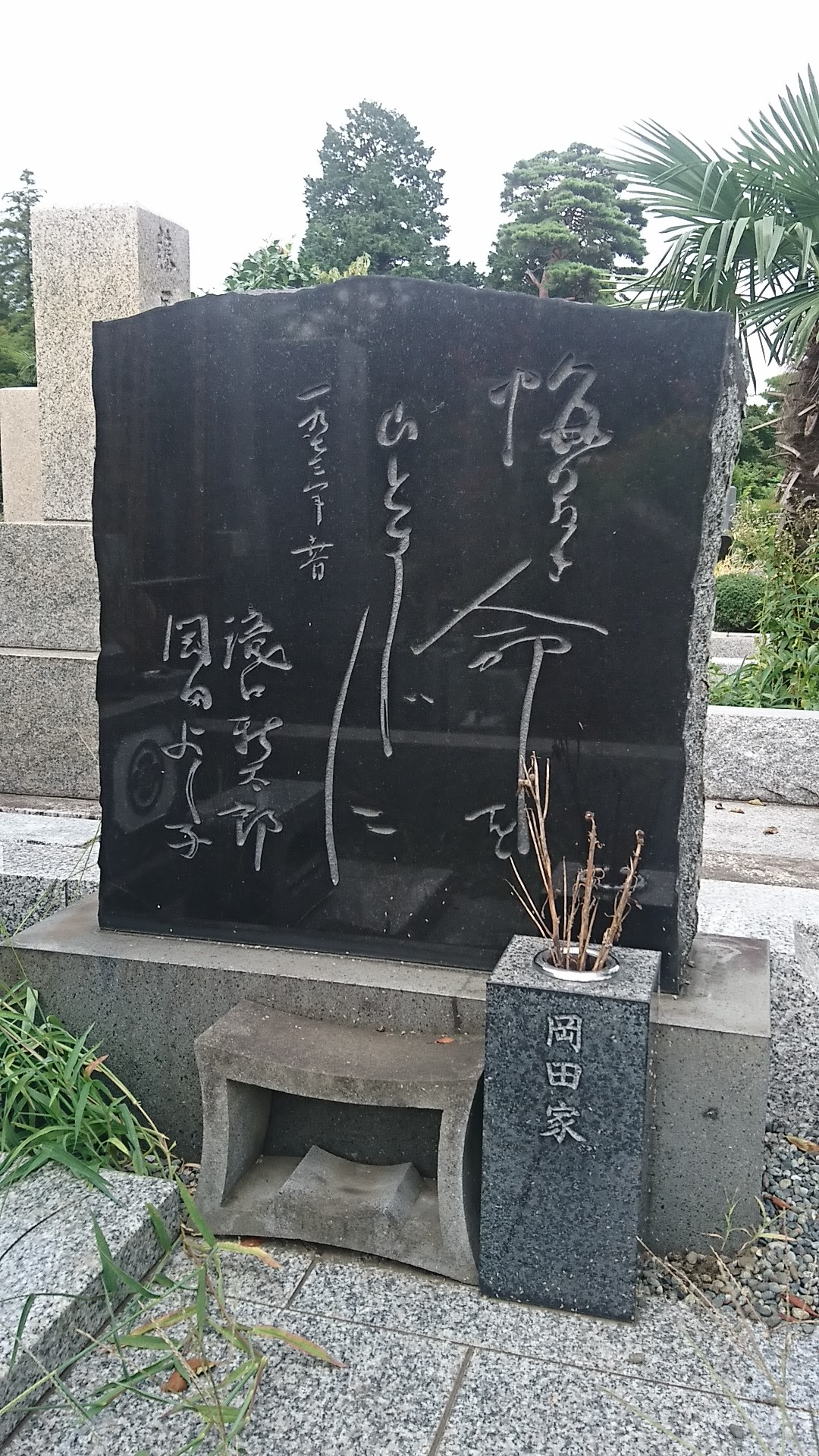
多磨霊園にある岡田嘉子の墓

1967年（昭和42年）4月に日本のテレビ番組のモスクワからの中継に登場。往年と変わらない矍鑠（かくしゃく）とした口調で話し、またも日本中を驚かせた。1969年（昭和44年）9月、岡田がキルギスのフルンゼにあるキルギス国立劇場で森本薫の『女の一生』の指導をしていたことを知った取材旅行中の作家阪田寛夫が、通訳のムイコフ（ムイコフは日本語通訳の試験を受けた時から岡田を知っていた）を通じて岡田に事情を話し、キルギスの俳優たちに騎馬民族になって、芝居をしてもらえないかと頼んだが、俳優たちは練習中の芝居のこと以外は考える余裕がないと断られた。
喜子の父に薫陶を受けた岩手日報社編集局長・工藤正治が1972年（昭和47年）10月、『岡田嘉子終りなき冬の旅』（双葉社）を出版。工藤の働きかけで、参議院議員で行政管理次官・岩動道行が喜子の里帰りの運動を始め、1971年（昭和46年）1月、日ソ会談で来日したグロムイコ外相に佐藤栄作首相がこの問題を依頼。半年後の同年6月、ソ連政府から申請があれば許可を出すと伝えられ、東京都知事の美濃部亮吉ら国を挙げての働き掛けで、同年11月13日、亡くなった夫の滝口の遺骨を抱いて35年ぶりに帰国。到着した羽田空港には多数のファンや宇野重吉ら劇団関係者が出迎えた。気丈な彼女もさすがに涙々の帰国記者会見となった。1973年（昭和48年）4月、廣済堂出版から自伝『悔いなき命を』を刊行し、さまざまな憶測に対する答えとする。同年5月末に一旦ソ連に帰国した後、1974年（昭和49年）2月に再来日し、日本の芸能界に復帰。同年10月、国立小劇場で行われた劇団民藝の公演、アレクサンドル・オストロフスキー作『才能とパトロン』を翻訳・演出。以降、1975年（昭和50年）の『島』（堀田清美作・高橋清祐演出）と『聖火』（サマセット・モーム作・宇野重吉演出）に出演、1978年（昭和53年）、ニコライ・セミョーノビッチ・レスコフ作『黒い湖』を翻訳・演出した。映画は『男はつらいよ 寅次郎夕焼け小焼け』（松竹）など、計四本に出演。またテレビドラマにも多数出演した他、『クイズ面白ゼミナール』（NHK総合）『徹子の部屋』（テレビ朝日）などのトーク・バラエティ番組にも出演した。
ソ連でペレストロイカによる改革が始まり「やはり今では自分はソ連人だから、落ち着いて向こうで暮らしたい」と1986年に日本の芸能界を再び引退しソ連へ戻る。以降、死去まで日本へは2度と帰国しなかったが、日本のテレビ番組の取材には応じ、モスクワのアパートの自宅内も公開していた。日本からの取材クルーが来るととても喜んでいたという。晩年は軽度の認知症など老衰症状が出ていたことから、モスクワ日本人会の人々がヘルパーとして常時入れ替わり立ち替わりで彼女の面倒をみていた。
1992年、モスクワの病院で死去。89歳没。

## おもな出演作品

### 映画

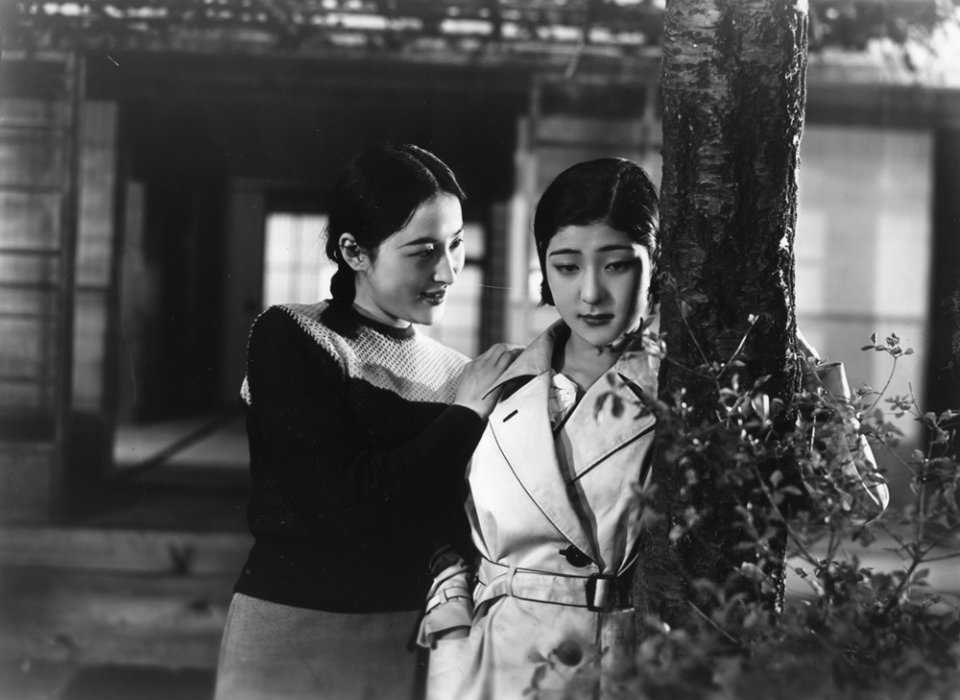
『隣の八重ちゃん』（1934年）

- 髑髏の舞（1923年、日活向島） - お絹 役
- 街の手品師（1925年、日活京都） - お絹 役
- 大地は微笑む（1925年、日活京都） - 李秋蓮 役
- 日輪（1926年、日活大将軍） - 長沼徳恵子 役
- 狂恋の女師匠（1926年、日活大将軍） - お久 役
- 彼を繞（めぐ）る五人の女（1927年、日活大将軍）
- 忠臣蔵 前・後篇 赤穂京の巻 江戸の巻（1932年、松竹下加茂） - おるい 役
- また逢ふ日まで（1932年、松竹蒲田）
- 生さぬ仲（1932年、松竹蒲田） - 清岡珠江 役
- 泣き濡れた春の女よ（1933年） - お浜 役 ※トーキー、VHS化
- 東京の女（1933年、松竹蒲田） - ちか子 役
- 隣の八重ちゃん （1934年、松竹蒲田） - 京子 役 ※トーキー、DVD発売
- 一本刀土俵入り （1934年、松竹下加茂） - お蔦 役
- 東京の宿 （1935年、松竹蒲田） - おたか 役
- お静礼三（1937年、松竹下加茂） - お静 役
- 男はつらいよ 寅次郎夕焼け小焼け（1976年、松竹大船） - 志乃 役
- オレンジロード急行（1978年、松竹） - 田中もと 役
- 皇帝のいない八月（1978年、松竹） - 金田 役
- ドン松五郎の生活（1986年、東和プロ＝プロジェクト・エー）
- 素敵な女性 美しく老いる（1986年、岩波映画製作所） - 西崎桃子 役

### ラジオ
- 静御前（ラジオ歌謡ドラマ、ナレーター、1937年11月29日、JOBK (大阪中央放送局) ）※おそらく亡命前の最後の仕事

### テレビドラマ
- ドラマ人間模様 女たちの海（1977年、NHK）
- 土曜ワイド劇場 涙 じっと見つめる目（1977年、テレビ朝日）
- 太陽にほえろ! 第321話「朝顔」（1978年、NTV） - 滝沢トキ
- 土曜ドラマ 松本清張シリーズ 虚飾の花園（1978年、NHK） - 栗宮多加子 役
- 東芝日曜劇場 露玉の首飾り（1979年、TBS）
- 土曜ワイド劇場 化けた花嫁 財産乗っ取り計画（1980年、テレビ朝日）
- あの街で…（1981年、NHK）
- 土曜ワイド劇場 北海道殺人事件・わたしの婚約日記（1981年、テレビ朝日） - 昻司の祖母タミ 役
- 天使たちの微笑み 280日の赤ちゃん狂騒曲（1986年、TBS）

### バラエティ番組
- 世界・わが心の旅 （1994年8月14日、21日、2011年12月15日（再々放送）、NHK衛星第2テレビジョン）[19]

## 岡田嘉子を演じた女優
- 松坂慶子 『キネマの天地』（1986年8月2日、松竹） - 川島澄江役（岡田嘉子がモデル）
- 浅野ゆう子 『愛と逃亡の果て 女優岡田嘉子』（1993年3月26日、TBS）

## 著書
- 『自伝：悔いなき命を』廣済堂出版、1973年、全国書誌番号:75042221
  - 『岡田嘉子　悔いなき命を』日本図書センター〈人間の記録108〉で再刊、1999年、ISBN 4-8205-5768-8
- 『心に残る人びと』早川書房 1983年
- 『ルパシカを着て生まれてきた私』「女の自叙伝」婦人画報社、1986年、全国書誌番号:86036440

### 翻訳
- エリマル・グリン『南からの風』岡田よし子訳 外国語図書出版所 世界文化社 1951、恒文社 1995
- ニコラエワ=テレシコワ『はてしない宇宙へ』岡田よし子訳 プログレス出版所 1965
- 『海の物語』岡田よし子訳編 プログレス出版所 1966
- 『レーニンを語る』岡田よし子訳 プログレス出版所 1970